# Jim Plunkett
James William Plunkett (* 5. Dezember 1947 in Santa Clara, Kalifornien) ist ein ehemaliger US-amerikanischer American-Football-Spieler auf der Position des Quarterbacks. Er spielte 15 Jahre in der National Football League (NFL) und gewann mit den Oakland/Los Angeles Raiders zwei Super Bowls (XV und XVIII). Nach seinem ersten Titelgewinn wurde Plunkett zum Super Bowl MVP gewählt.

## Jugend
Der mexikanisch- und amerikanischstämmige Plunkett kommt aus bescheidenen Verhältnissen. Er selbst bezeichnete seine Eltern als arm und vollkommen ungebildet. Sie litten beide an einer Sehschwäche, seine Mutter war vollständig blind. Beide lernten sich auf einer Blindenschule kennen. Plunkett, der noch zwei Geschwister hat, war daher immer wieder gezwungen in seiner Jugend Gelegenheitsjobs anzunehmen. So arbeitete er zum Beispiel neben der Schule als Tankwart oder Drogerieverkäufer. Bereits auf der High School deutete sich Plunketts Talent für American Football an. Neben Football (er spielte als Quarterback und Defensive End) betrieb Plunkett noch zahlreiche andere Sportarten wie zum Beispiel Baseball und Basketball.

## College
Plunkett erhielt ein Stipendium an der Stanford University und lief für die Stanford Indians, den jetzigen Stanford Cardinal, auf. Verletzungsbedingt kam Plunkett dort nur in der Defense zum Einsatz. Es gelang ihm aber seine Wurfkraft, die durch die Verletzung gelitten hatte, zu steigern. In seinem zweiten Jahr erhielt er dann die Möglichkeit als Starting-Quarterback aufzulaufen und erzielte vier Touchdowns im ersten Spiel. 1969 konnte er in der Saison Pässe für einen Raumgewinn von 2.673 Yards und 20 Touchdowns werfen – das war Ligarekord. Nach diesem Jahr hätte er die Möglichkeit unter Abbruch seines Studiums in die NFL zu wechseln. Er blieb jedoch seinem College treu und führte dieses 1970 in den Rose Bowl, der gegen die Ohio State University mit 27:17 gewonnen wurde.

## NFL
Plunkett wurde in der NFL Draft 1971 von den New England Patriots in der ersten Runde an erster Stelle ausgewählt. Plunketts großes Plus waren sein starker und präziser Wurfarm, mit dem es ihm bereits im College immer wieder gelungen war, seine Passempfänger in Szene zu setzen. Bereits im ersten Profijahr wurde er zum Starting-Quarterback und konnte 19 Touchdowns erzielen. Plunkett konnte allerdings seine Leistung nicht kontinuierlich erbringen, regelmäßig warf er mehr Interceptions als Touchdowns. Zahlreiche Verletzungen trugen ihr Übriges dazu bei. Hinzu kam, dass die Patriots eine mittelmäßige Mannschaft waren und regelmäßig den Einzug in die Play-offs verpassten. 1976 wurde Plunkett an die San Francisco 49ers abgegeben. Aber auch diese Mannschaft konnte er in den nächsten zwei Jahren nicht in die Play-offs führen, Plunketts Leistungen blieben durchwachsen.

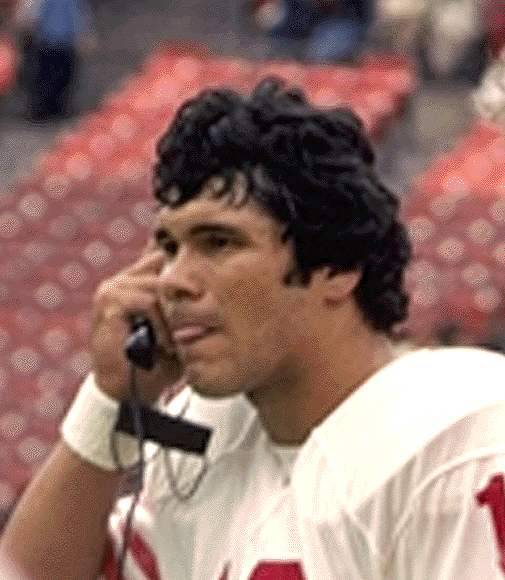
Jim Plunkett bei den 49ers

1978 wurde er vor der Saison entlassen und schloss sich daraufhin den Oakland Raiders mit Head Coach Tom Flores an. Zunächst war dies für ihn kein Glücksfall. 1978 spielte er überhaupt nicht, 1979 kam er lediglich in vier Spielen als Ersatzmann zum Einsatz. 1980, nach vielen Jahren in der NFL, erfolgte dann sein endgültiger Durchbruch. Der Starting-Quarterback der Raiders, Dan Pastorini, hatte sich verletzt und Plunkett musste einspringen, wobei ihm im ersten Spiel absolut nichts gelang und das Spiel gegen Kansas City Chiefs mit 31:17 verloren ging. Trotzdem behielt Plunkett seinen Stammplatz. Nachdem sie in dieser Saison die San Diego Chargers, um Head Coach Don Corvell und Quarterback Dan Fouts, im AFC Championship Game mit 34:27 schlagen konnten, ging auch der Sieg im Super Bowl XV, gegen die Philadelphia Eagles mit Head Coach Dick Vermeil und Quarterback Ron Jaworski, mit 27:10 an die Raiders. Plunkett hatte drei Touchdownpässe zum Sieg beigetragen und wurde zum Super Bowl MVP gewählt.
Nach zwei schwächeren Jahren konnten die – mittlerweile in Los Angeles beheimateten – Raiders in der Saison 1983 erneut ins AFC Championship Game einziehen und die Seattle Seahawks, die unter Head Coach Chuck Knox mit ihrem Wide Receiver Steve Largent und Quarterback Dave Krieg aufliefen, mit 30:14 schlagen. Auch der Super Bowl XVIII, gegen die von Joe Gibbs trainierten Washington Redskins mit Quarterback Joe Theismann, ging mit 38:9 deutlich an die Raiders. Plunkett konnte erneut einen Touchdown erzielen und fand in dieser Saison mit dem neuen Runningback Marcus Allen einen hervorragend Mitspieler, der auch zum Super Bowl MVP gewählt wurde.
Die anschließenden drei Jahre liefen für Plunkett verletzungsbedingt wenig erfolgreich, er fand überwiegend nur noch als Ersatzmann Verwendung. Nach der Saison 1986 beendete er seine Laufbahn.

## Ehrungen
Plunkett gewann die Heisman Trophy, den Walter Camp Award und ist Mitglied der College Football Hall of Fame. Plunkett wurde in seinem ersten Super Bowl zum Super Bowl MVP gewählt. 1980 wurde er NFL Comeback Player of the Year, 1971 erhielt er die Auszeichnung AFL-AFC Rookie of the Year – für den besten Nachwuchsspieler der gesamten Saison in der American Football Conference (AFC).

## Nach der Karriere
Plunkett arbeitet noch heute in der Organisation der Raiders als Fernseh- und Radiomoderator.